# Jim McGovern (Politiker, 1959)

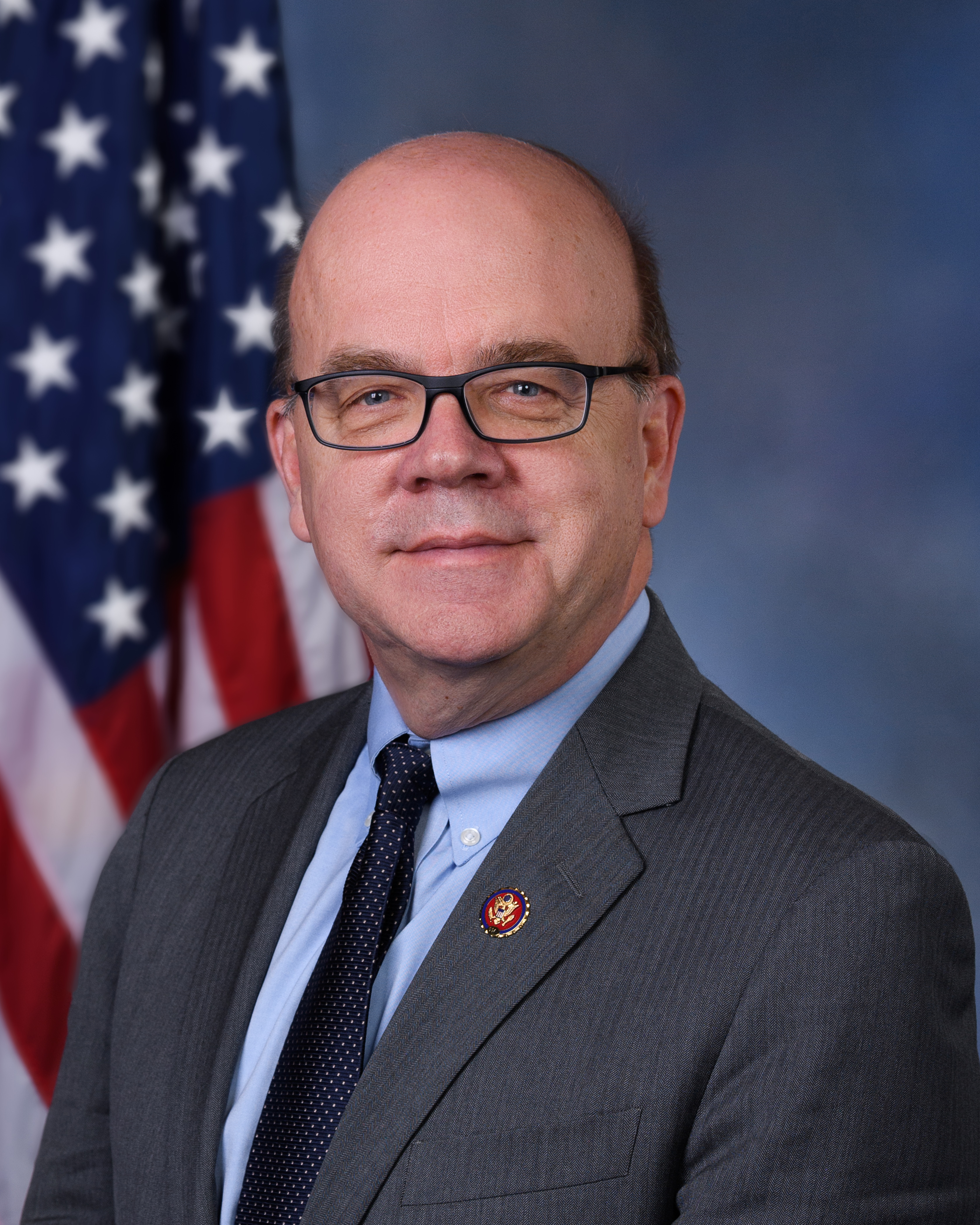
Jim McGovern (2019)

James Patrick „Jim“ McGovern (* 20. November 1959 in Worcester, Worcester County, Massachusetts) ist ein US-amerikanischer Politiker der Demokratischen Partei. Seit Januar 1997 vertritt er den Bundesstaat Massachusetts im US-Repräsentantenhaus, aktuell für den zweiten Distrikt, zuvor zwischen 1997 und 2013 für den dritten Distrikt.

## Werdegang
Jim McGovern besuchte die Worcester Academy und studierte danach bis 1984 an der American University in Washington, D.C. Geschichte und Verwaltungswissenschaften und schloss dieses Studium 1981 mit einem Bachelor of Arts ab. An derselben Hochschule erlangte er 1984 noch den Master of Public Administration. Im Jahr 1972 gehörte er zum Präsidentschaftswahlkampfteam von US-Senator George McGovern, mit dem er nicht verwandt ist. Außerdem absolvierte er bis 1996 ein Praktikum beim Kongressabgeordneten Joe Moakley.
Jim McGovern ist verheiratet. Mit seiner Frau Lisa Murray hat er zwei Kinder.

## Politik
Politisch schloss sich McGovern der Demokratischen Partei an. Bei den Kongresswahlen des Jahres 1996 setzte sich McGovern im dritten Kongresswahlbezirk von Massachusetts mit 52,9 % gegen den Republikaner Peter I. Blute durch und zog als dessen Nachfolger am 3. Januar 1997 in das US-Repräsentantenhaus in Washington, D.C. ein. Er konnte auch alle folgenden zwölf Wahlen zwischen 1998 und 2020 gewinnen. Sein schlechtestes Ergebnis hatte er im Jahr 1998 mit 56,9 %. Sein bestes Ergebnis erzielte er bei der Wahl 2016, als er ohne Gegenkandidaten blieb und 98,2 Prozent der Stimmen erreichte. Seit einem Neuzuschnitt der Wahlbezirke 2013 vertritt er den zweiten Wahlbezirk von Massachusetts.
Die Primary (Vorwahl) seiner Partei für die Wahlen 2022 am 6. September konnte er ohne Mitbewerber gewinnen. Er trat dadurch am 8. November 2022 gegen Jeffrey Sossa-Paquette von der Republikanischen Partei an. Er konnte die Wahl mit 67,2 % der Stimmen ebenfalls deutlich für sich entscheiden. 2024 hatte er in der Vorwahl und Schlegel den unabhängigen Cornelius Shea mit 68,8 % in der Hauptwahl. Er ist dadurch auch im Repräsentantenhaus des 119. Kongresses vertreten.

### Ausschüsse
McGovern ist aktuell Mitglied in folgenden Ausschüssen des Repräsentantenhauses:
- Committee on Agriculture
  - Nutrition, Oversight, and Department Operations
- Committee on Rules (Vorsitz)
  - Expedited Procedures
  - Legislative and Budget Process
  - Rules and Organization of the House

Er gehört dem Congressional Progressive Caucus an sowie über 100 weiteren Caucuses und gilt aufgrund seines Abstimmungsverhaltens als einer der liberalsten Abgeordneten (im Sinne der amerikanischen Terminologie).